# Etilux
 (octobre 2023).
 (février 2018).
Si vous disposez d'ouvrages ou d'articles de référence ou si vous connaissez des sites web de qualité traitant du thème abordé ici, merci de compléter l'article en donnant les références utiles à sa vérifiabilité et en les liant à la section « Notes et références ».
Etilux est une entreprise belge située à Liège spécialisée dans la fabrication, prestation de services et distribution de produits professionnels dans différents domaines d’activité :
- Solution en étiquetage, identification code-barres et solution de traçabilité RFID
- Fabrication d’étiquette sur-mesure
- La signalisation  et du marquage
- La distribution d’adhésifs industriels et de produits d’emballage
- La distribution de consommables informatiques
- Vente de matériels audiovisuels professionnels et l’automation de salle de conférence
- L’impression de documents administratifs, publicitaires et objets promotionnels

L'entreprise a notamment réalisé l’encapsulation de tag RFID pour la Saudi Post (en)  en Arabie saoudite. Etilux est également chargée de l’encapsulation des puces RFID pour la société de grande distribution Delhaize, et a également ouvert une salle de conférence multimédia qui porte son nom dans les bâtiments d'HEC ULg[réf. souhaitée].

## Histoire
Reprise en 1972 par son actuel administrateur délégué, Didier Bronne, la société se spécialisait alors dans la fabrication d'étiquettes. Elle se diversifie rapidement, et de 1 250 € en 1972, son chiffre d’affaires passe à 22,8 millions d'euros en 2008.
Depuis 1981, l'entreprise développe de manière intensive ses activités à l'exportation. En 2007, le chiffre d’affaires associé à l’exportation représente 55 % du chiffre d’affaires global.[réf. souhaitée]
Etilux prend part à de nombreux réseaux d'entrepreneurs wallons. Son administrateur délégué, Didier Bronne, participe notamment aux conseils d'administration de la Spi+, de l'Union wallonne des entreprises de Liège (UWE), du Réseau Entreprendre, de l'Association progrès du management et de l'association Le Grand Liège.[réf. souhaitée]

## E-business
L'utilisation particulière de l'e-business par l'entreprise a notamment été le sujet d'un mémoire.